# Championnat d'Asie du Sud-Est de football des moins de 16 ans
 (juin 2025).
Si vous disposez d'ouvrages ou d'articles de référence ou si vous connaissez des sites web de qualité traitant du thème abordé ici, merci de compléter l'article en donnant les références utiles à sa vérifiabilité et en les liant à la section « Notes et références ».
Le Championnat de l'ASEAN de football des moins de 16 ans est un tournoi de football ayant lieu tous les ans entre les nations de l'ASEAN. Ce championnat a été créé en 2002. 
En 2009, l'édition n'est pas jouée à cause de la grippe H1N1 dans le pays. Celle de 2020 a également été annulée à la suite d'une pandémie, cette fois celle de la Covid-19.

## Palmarès
| 2002 | Malaisie Indonésie | Birmanie  | 4 – 1            | Laos      | Indonésie      | 1 – 0            | Malaisie  |
| 2005 | Thaïlande          | Birmanie  | 1 – 1 (4–3 tab)  | Thaïlande | Laos           | 3 – 1            | Malaisie  |
| 2006 | Vietnam            | Vietnam   | mini-championnat | Birmanie  | Bangladesh     | mini-championnat | Laos      |
| 2007 | Cambodge           | Thaïlande | 3 – 2            | Laos      | Vietnam        | 1 – 1 (4–3 tab)  | Indonésie |
| 2008 | Indonésie          | Australie | 1 – 1 (5–4 tab)  | Bahreïn   | Malaisie       | 3 – 0            | Singapour |
| 2009 | Thaïlande          | Annulé    | Annulé           | Annulé    | Annulé         | Annulé           | Annulé    |
| 2010 | Indonésie          | Vietnam   | 1 – 0            | Chine     | Timor oriental | 2 – 0            | Indonésie |
| 2011 | Laos               | Thaïlande | 1 – 0            | Laos      | Birmanie       | 2 – 1            | Singapour |
| 2012 | Laos               | Japon     | 3 – 1            | Australie | Laos           | 3 – 0            | Thaïlande |
| 2013 | Birmanie           | Malaisie  | 1 – 1 (3–2 tab)  | Indonésie | Australie      | 0 – 0 (7–6 tab)  | Vietnam   |
| 2014 | Indonésie          | Annulé    | Annulé           | Annulé    | Annulé         | Annulé           | Annulé    |
| 2015 | Cambodge           | Thaïlande | 3 – 0            | Birmanie  | Australie      | 10 – 2           | Laos      |
| 2016 | Cambodge           | Australie | 3 – 3 (5–3 tab)  | Vietnam   | Thaïlande      | 3 – 0            | Cambodge  |
| 2017 | Thaïlande          | Vietnam   | 0 – 0 (4–2 tab)  | Thaïlande | Australie      | 3 – 2            | Malaisie  |
| 2018 | Indonésie          | Indonésie | 1 – 1 (4–3 tab)  | Thaïlande | Malaisie       | 1 – 0            | Birmanie  |
| 2019 | Thaïlande          | Malaisie  | 2 – 1            | Thaïlande | Indonésie      | 0 – 0 (3–2 tab)  | Vietnam   |
| 2020 | Indonésie          | Annulé    | Annulé           | Annulé    | Annulé         | Annulé           | Annulé    |
| 2022 | Indonésie          | Indonésie | 1 – 0            | Vietnam   | Thaïlande      | 3 – 0            | Birmanie  |

## Bilan par nation
| Champion(s) | Nation    | Années           |
| ----------- | --------- | ---------------- |
| 3 fois      | Thaïlande | 2007, 2011, 2015 |
| 3 fois      | Vietnam   | 2006, 2010, 2017 |
| 2 fois      | Australie | 2008, 2016       |
| 2 fois      | Birmanie  | 2002, 2005       |
| 2 fois      | Malaisie  | 2013, 2019       |
| 2 fois      | Indonésie | 2018, 2022       |
| 1 fois      | Japon     | 2012             |